# SMS Baden (1915)
O SMS Baden foi um couraçado operado pela Marinha Imperial Alemã e a segunda embarcação da Classe Bayern, depois do SMS Bayern e seguido pelo SMS Sachsen e SMS Württemberg, porém estes dois últimos nunca foram finalizados. Sua construção começou em dezembro de 1913 nos estaleiros da Schichau-Werke em Danzig e foi lançado ao mar em outubro de 1915, sendo comissionado na frota alemã em março de 1917. Era armado com uma bateria principal composta por oito canhões de 380 milímetros montados em quatro torres de artilharia duplas, tinha um deslocamento carregado de pouco mais de 32 mil toneladas e alcançava uma velocidade máxima de 21 nós (39 quilômetros por hora).
O Baden entrou em serviço no final da Primeira Guerra Mundial e assim teve uma carreira muito curta e limitada. Foi designado como capitânia da Frota de Alto-Mar e sua única grande ação durante o conflito foi uma surtida em abril de 1918 que terminou sem combates. A Alemanha foi derrotada em novembro de 1918 e o Baden internado na base britânica de Scapa Flow junto com a maior parte da frota. Seus tripulantes tentaram deliberadamente afundá-lo em junho de 1919 para que não fosse tomado, mas marinheiros britânicos conseguiram subir a bordo e encalhá-lo. Foi reflutuado, minuciosamente examinado pela Marinha Real Britânica e afundado em testes de artilharia em 16 de agosto de 1921.

## Características

Esquema de blindagem da Classe Bayern

Os trabalhos de projeto na Classe Bayern começaram em 1910 em meio a uma corrida armamentista naval entre Alemanha e Reino Unido. Couraçados alemães anteriores tinham um armamento principal de canhões de 305 milímetros, porém marinhas estrangeiras estavam adotando canhões cada vez maiores e mais poderosos, com o comando naval alemão sentindo a necessidade de responder. O almirante Alfred von Tirpitz, Secretário de Estado do Escritório Imperial Naval, conseguiu usar indignação pública sobre a Crise de Agadir para pressionar o Dieta Imperial a aprovar dinheiro adicional para a Marinha Imperial Alemã, com isto permitindo a adoção de canhões de 380 milímetros para os novos couraçados.
O Baden tinha 180 metros de comprimento de fora a fora, boca de trinta metros e calado de 9,3 a 9,4 metros. Tinha um deslocamento normal de 28 350 toneladas e um deslocamento carregado carregado de 32,2 mil toneladas. Seu sistema de propulsão era composto por catorze caldeiras de tubos d'água, três a óleo combustível e onze a carvão, que alimentavam três conjuntos de turbinas a vapor Schichau, cada uma girando uma hélice. A potência indicada era de 35 mil cavalos-vapor (25,7 mil quilowatts) para uma velocidade máxima de 21 nós (39 quilômetros por hora), porém durante seus testes marítimos fez 56 275 cavalos-vapor (41 378 quilowatts) para 22,1 nós (40,9 quilômetros por hora). Podia carregar até 3,4 mil toneladas de carvão e 620 toneladas de óleo combustível, o que lhe dava uma autonomia de cinco mil milhas náuticas (9,3 mil quilômetros) a doze nós (22 quilômetros por hora). Sua tripulação era de 42 oficiais e 1 129 marinheiros.
A bateria principal consistia em oito canhões calibre 45 de 380 milímetros montados em quatro torres de artilharia duplas, duas sobrepostas à vante e duas sobrepostas à ré. Seu armamento secundário tinha dezesseis canhões calibre 45 de 149 milímetros montados em casamatas individuais nas laterais do casco, oito em cada lateral. Também foi equipado com quatro canhões calibre 45 de 88 milímetros e cinco tubos de torpedo submersos de 600 milímetros, um na proa e dois em cada lateral. Seu cinturão principal de blindagem tinha entre 170 e 350 milímetros de espessura, enquanto o convés blindado tinha de sessenta a cem milímetros. A torre de comando de vante era protegida por laterais de quatrocentos milímetros, já as torres de artilharia tinham laterais de 350 milímetros e tetos de duzentos milímetros.

## Carreira

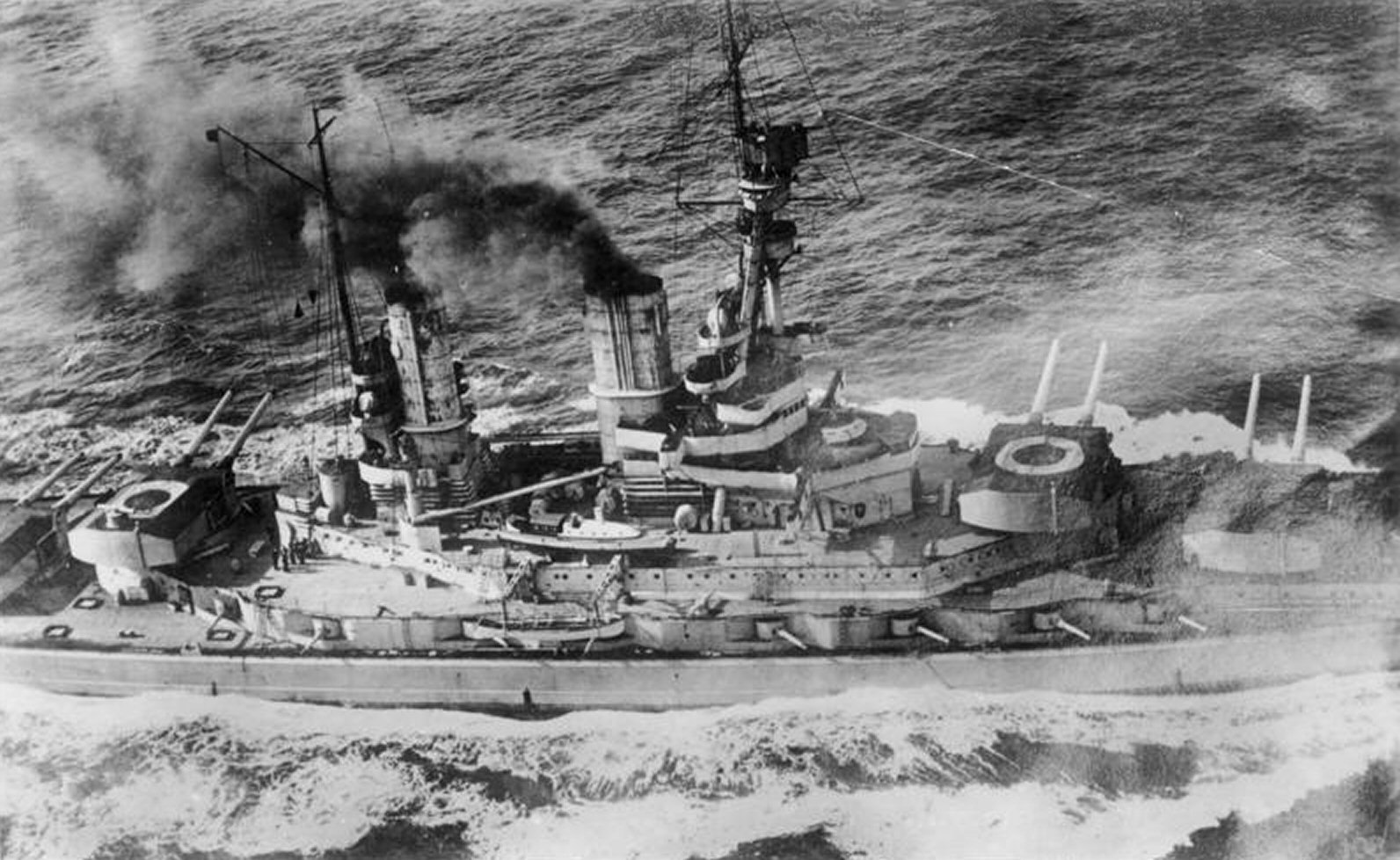
O Baden em 1916 com seus canhões principais virados para bombordo

O Baden foi encomendado em 1912 sob o nome provisório de Ersatz Wörth, sendo financiado pela quarta e última Lei Naval, no mesmo ano. Seu batimento de quilha ocorreu em 20 de dezembro de 2013 nos estaleiros da Schichau-Werke em Danzig sob o número de construção 913, sendo lançado ao mar em 30 de outubro de 1915. Suas obras foram atrasadas consideravelmente pelo início da Primeira Guerra Mundial em agosto de 1914, primeiro pelo avanço russo na Prússia Oriental que ameaçou os estaleiros de Danzig, ameaça que foi interrompida com a vitória alemã na Batalha de Tannenberg. Os trabalhos nos estaleiros foram então retomados, mas os recursos desviados para a finalização do cruzador de batalha SMS Hindenburg e dos cruzadores rápidos SMS Pillau e SMS Elbing. Os trabalhos no couraçado só foram retomados a sério depois desses projetos terem sido finalizados. O Baden ficou pronto para seus testes marítimos em 19 de outubro de 1916 e os testes ocorreram entre dezembro e janeiro de 1917, sendo comissionado em 14 de março. Foi o último couraçado construído para a Marinha Imperial Alemã, pois seus irmãos Sachsen e Württemberg nunca foram finalizados. A maior parte de sua tripulação, incluindo seu oficial comandante, o capitão de mar Victor Harder, vieram diretamente do cruzador de batalha SMS Lützow, que tinha sido afundado em junho de 1916 durante a Batalha da Jutlândia.
Foi designado como a capitânia do vice-almirante Franz von Hipper, o comandante da Frota de Alto-Mar. O navio desempenhou essa função até o final da guerra. Levou o imperador Guilherme II no final de agosto para uma visita à ilha da Heligolândia; foi escoltado durante essa viagem pelo cruzador de batalha SMS Derfflinger e pelos cruzadores rápidos SMS Emden e SMS Karlsruhe. O Baden também levou o imperador de volta a Cuxhaven depois da visita. A embarcação raspou no fundo do mar do lado de fora de Cuxhaven, porém não sofreu grandes danos. Pouco fez pelo restante do ano, pois vários elementos importantes da frota tinham sido destacados para a Operação Albion, um ataque contra o Golfo de Riga; uma frota dividida não poderia realizar quaisquer ações ofensivas no Mar do Norte, assim o Baden permaneceu inativo.

### Avanço de abril de 1918
Forças ligeiras da Frota de Alto-Mar começaram a atacar comboios britânicos navegando para a Noruega no final de 1917. Dois cruzadores rápidos interceptaram um comboio em 17 de outubro, afundando nove dos doze cargueiros e dois dos contratorpedeiros de escolta. Quatro barcos torpedeiros emboscaram outro comboio em 12 de dezembro; todos os cinco cargueiros foram afundados, bem como um dos dois contratorpedeiros de escolta. O almirante sir David Beatty, o comandante da Grande Frota britânica, destacou couraçados para proteger esses comboios. Desta forma, a Marinha Imperial se viu diante da oportunidade que estava esperando por toda a guerra: uma parte da numericamente superior Grande Frota que poderia ser isolada e destruída. Hipper planejou uma operação: os cruzadores de batalha do I Grupo de Reconhecimento, junto com cruzadores rápidos e barcos torpedeiros, atacariam um dos grandes comboios, enquanto o resto da Frota de Alto-Mar ficaria em espera, pronta para atacar os couraçados britânicos.
A frota alemã deixou a rada de Schillig às 5h00min de 23 de abril de 1918. Hipper, a bordo do Baden, ordenou que as transmissões de rádio fossem mantidos no mínimo possível com o objetivo de impedir que suas transmissões fossem interceptadas pelos britânicos. Os cruzadores de batalha estavam às 6h10min em uma posição aproximadamente sessenta quilômetros ao sudoeste de Bergen quando o SMS Moltke perdeu uma de suas hélices, o que danificou seriamente seus motores. A tripulação realizou reparos temporários que permitiram que o navio navegasse a quatro nós (7,4 quilômetros por hora), sendo decidido colocá-lo sob reboque. Hipper decidiu continuar a navegar para o norte. Sua força já tinha cruzado a rota do comboio várias vezes até às 14h00min, mas não encontrou embarcação alguma. Dez minutos depois ele decidiu voltar para casa. A frota alcançou seus campos minados defensivos às 18h37min. Foi posteriormente descoberto que o comboio tinha zarpado um dia antes do que os alemães esperavam.
O Baden foi para Heligolândia de novo em 24 de maio, desta vez levando o almirante Reinhard Scheer, o comandante da Frota de Alto-Mar, e Frederico II, Grão-Duque de Baden. Apenas o Karlsruhe o acompanhou. O couraçado foi para sua manutenção periódica em agosto, com Hipper substituindo Scheer como o comandante da Frota de Alto-Mar no dia 7. O Baden deixou a doca seca em 24 de agosto em preparação para o que seria o último grande exercício de treinamento da frota, em 6 de setembro.

### Motim e Scapa Flow
O Baden teria participado de uma última ação antes da assinatura do armistício, em que a maior parte da Frota de Alto-Mar  enfrentaria a Grande Frota. Scheer e Hipper tinha a intenção de infligiram o máximo de dano possível a fim de alcançarem uma melhor posição de negociação para a Alemanha, não importando o custo para sua própria frota. Foi emitida em 29 de outubro a ordem de deixar Wilhelmshaven e consolidar a frota na rada de Jade para que zarpassem no dia seguinte. Entretanto, naquela mesma noite, marinheiros do couraçado SMS Thüringen se amotinaram. Os tripulantes do couraçado SMS Helgoland se amotinaram também na madrugada do dia 30. Os amotinados se renderam depois de dois barcos torpedeiros ameaçarem torpedear os navios, com os tripulantes sendo desembarcados e presos. O humor da tripulação do Baden foi descrito como "perigoso". A revolta se espalhou para terra; foi estimado que vinte mil marinheiros, trabalhadores de estaleiros e civis enfrentaram autoridades de Kiel em 3 de novembro para tentarem libertar os amotinados. Seis dias depois, marinheiros socialistas hastearam uma bandeira vermelha no Baden, convencendo Scheer e Hipper a abandonar seu plano.

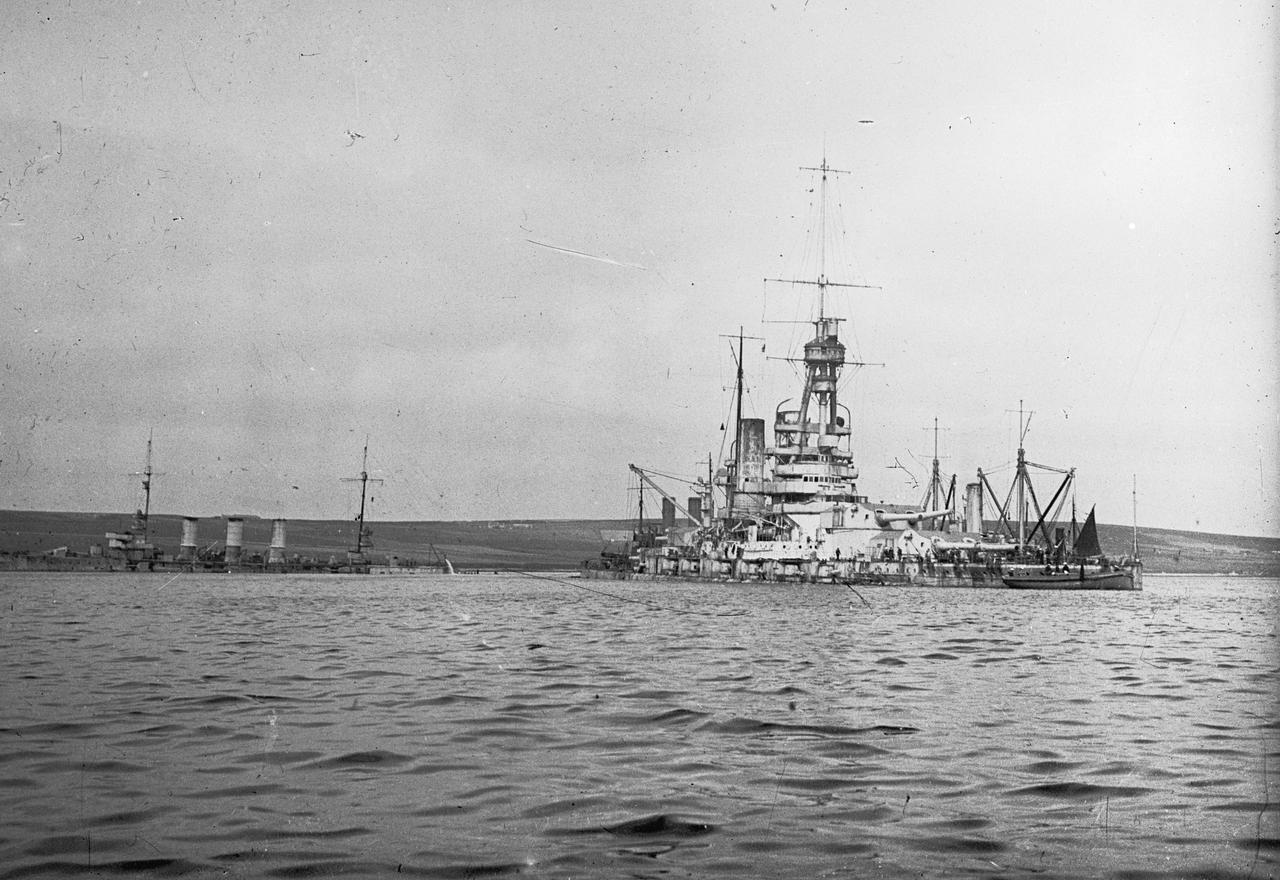
Trabalhos de salvamento no Baden; o cruzador rápido SMS Frankfurt está ao fundo

O couraçado originalmente não seria rendido pelos termos do armistício assinado em 11 de novembro, mas acabou posteriormente incluído na lista de rendição no lugar do incompleto cruzador de batalha Mackensen. A maior parte da Frota de Alto-Mar deixou a Alemanha rumo à base britânica de Scapa Flow em 21 de novembro, mas o Baden só foi zarpar para se juntar em 7 de janeiro de 1919. A maior parte de sua tripulação voltou para a Alemanha rapidamente a bordo do cruzador rápido SMS Regensburg. A Marinha Real Britânica inspecionou o couraçado no dia 9, mas muitos de seus instrumentos técnicos, incluindo equipamentos de artilharia, tinham sido removidos antes dele deixar a Alemanha. A frota permaneceu internada durante as negociações que acabaram produzindo o Tratado de Versalhes. O contra-almirante Ludwig von Reuter, o comandante das embarcações internadas, descobriu por uma cópia do jornal The Times que o armistício chegaria ao fim ao meio-dia de 21 de junho, o prazo limite para a Alemanha assinar o tratado. Reuter concluiu que os britânicos tomariam os navios alemães com o fim do armistício. Ele então decidiu deliberadamente afundar suas embarcações na primeira oportunidade. A frota britânica deixou Scapa Flow na manhã de 21 de junho para realizar manobras de treinamento, com Reuter emitindo a ordem de afundar às 11h20min.
Muitos dos tripulantes do Baden tinham sido selecionados para ajudar a descarregar um navio de suprimentos naquela manhã e assim estavam indisponíveis para ajudarem no afundamento, com os tripulantes a bordo sendo insuficientes para a tarefa. Consequentemente, o couraçado foi último grande navio a começar o processo de afundamento, permitindo que a força britânica no porto conseguisse subir a bordo, cortasse as correntes de suas âncoras e o encalhasse antes que afundasse em águas mais profundas. A embarcação foi reflutuada em 19 de julho, sendo rebocada para a base britânica de Invergordon.

### Testes britânicos
O Baden foi minuciosamente examinado por técnicos da Marinha Real ao chegar em Invergordon. Engenheiros navais examinaram seu casco, hélices, quilhas externas e lemes para determinar a resistência da água no formato do casco. Foi determinado que o navio era aproximadamente tão eficiente quanto os couraçados da Classe Revenge. O esquema de blindagem também foi muito investigado, com os britânicos concluindo que a embarcação não tinha sido modificada para incorporar as lições da Batalha da Jutlândia.
As torres de artilharia principais e depósitos de munição também foram cuidadosamente examinados; dentre os testes realizados estava um para determinar o quão rapidamente os depósitos poderiam ser inundados, com o resultado sendo doze minutos. A escola de artilharia HMS Excellent realizou testes de carregamento nos canhões principais. Foi determinado que as armas poderiam ser preparadas em 23 segundos, treze segundos mais rápido do que nos couraçados da Classe Queen Elizabeth. A equipe de inspeção demonstrou interesse especial nas anteparas estanques e sistemas de proteção subaquáticos, prestando bastante atenção nas bombas d'água e equipamentos de contra inundação. Um trabalhador do estaleiro foi morto e vários outros feridos quando uma vela incendiou gases no casco, causando uma explosão.

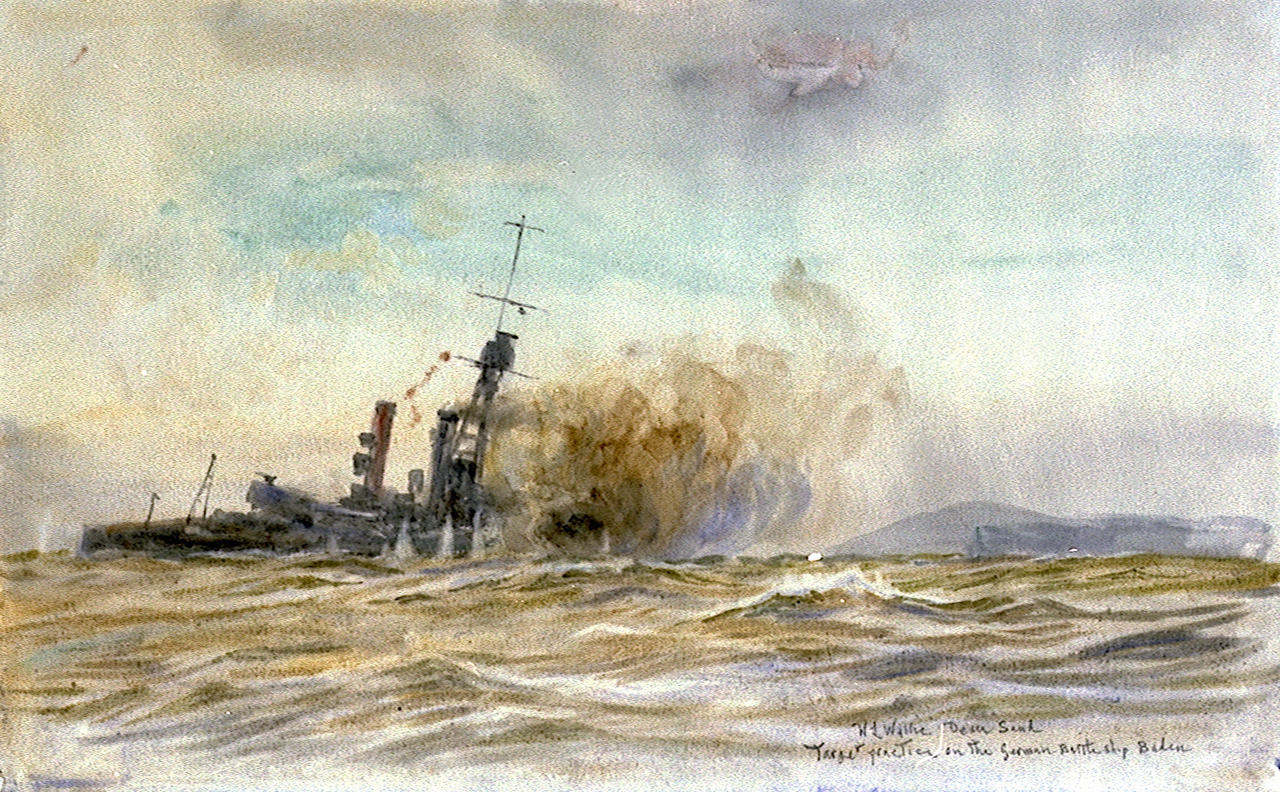
Pintura de William Lionel Wyllie do Baden afundando em testes de artilharia

Foi determinado que o Baden deveria ser afundado como alvo de artilharia. Uma primeira rodada de testes ocorreu em janeiro de 1921. Os artilheiros da Excellent dispararam novos projéteis perfurantes que tinham sido introduzidos após a Batalha da Jutlândia. Esses testes foram usados para definir a melhor razão entre explosivos e pontas detonadoras; os projéteis usados na batalha tinham a tendência de se fragmentarem ao acertarem blindagens espessas em vez de perfurarem. O monitor HMS Terror ficou ancorado a 460 metros do couraçado e disparou seus canhões de 381 milímetros à queima-roupa. Carvão e blindagem de bombordo foram removidos para que o Baden ficasse inclinado, simulando o efeito de um projétil em mergulho. A torre de artilharia de vante sido removida. O Terror disparou dezessete projéteis de diferentes tipos. A Marinha Real concluiu que os novos projéteis eram poderosos o suficiente para penetrarem a blindagem e eram muito mais eficazes do que versões anteriores. O mar agitado fez o navio afundar em águas rasas, com ele sendo reflutuando depois de três meses e consertado. Foi preparado para outra rodada de testes em agosto.
A segunda rodada de testes ocorreu em 21 de agosto. O monitor HMS Erebus disparou diferentes tipos de projéteis com seus canhões de 381 milímetros. Desta vez os projéteis tiveram um desempenho pior contra a blindagem do Baden, com um projétil perfurante não detonando e dois semiperfurantes aparentemente quebrando no impacto. Seis bombas aéreas foram detonadas no couraçado, porém foram colocadas a bordo e detonadas remotamente. Elas também não tiveram um desempenho tão bom quanto esperado. O Baden foi deliberadamente afundado após esses testes, afundando a uma profundidade de 180 metros.
A maior descoberta dos testes foi que a blindagem média de 180 milímetros era completamente inútil contra projéteis grandes. Consequentemente, a Marinha Real adotou o esquema de blindagem "tudo ou nada" usado pela Marinha dos Estados Unidos. Essa teoria de blindagem consistia em proteger as áreas vitais do navio com uma blindagem extremamente espessa, deixando o resto completamente desprotegido. Os britânicos usaram esse esquema pela primeira vez nos couraçados da Classe Nelson.